# Comuna Morivsk, Kozeleț
Morivsk (în ucraineană Морівськ) este o comună în raionul Kozeleț, regiunea Cernihiv, Ucraina, formată din satele Morivsk (reședința), Otrohî și Rudnea.

## Demografie
Componența lingvistică a comunei Morivsk
     Ucraineană (98,93%)
     Alte limbi (1,06%)
Conform recensământului din 2001, majoritatea populației comunei Morivsk era vorbitoare de ucraineană (98,93%), existând în minoritate și vorbitori de alte limbi.